# Арун (центр эвенкийской культуры)
Автономное учреждение культуры Республики Бурятия Государственный республиканский центр эвенкийской культуры «Арун» расположен в Улан-Удэ, по ул. Терешковой 3. На 2020 год ГРЦЭК «Арун» — единственный в Восточно-Сибирском регионе государственный центр поддержки культуры эвенков.

## Функции
Сохранение и развитие эвенкийской культуры в Республике Бурятия.

## История
Центр эвенкийской культуры «Арун» основан в 1992 году. В 2006 году получил статус государственного учреждения. С 2008 года имеет статус автономного учреждения культуры Республики Бурятия.
Первым руководителем был композитор Виктор Степанович Гончиков, чьи произведения стали важной частью репертуаров эвенкийских творческих коллективов. С 2000 по 2010 годы учреждение возглавляла Мария Бодоуловна Бадмаева. С 2010 года директором центра «Арун» является Шеметова Надежда Егоровна.

## Деятельность
АУК РБ ГРЦЭК «Арун» — автономное учреждение культуры Республики Бурятия. Является организационным и методическим центром по сохранению, развитию и популяризации эвенкийской культуры в Республике Бурятии. Поддерживает культурные связи с другими регионами проживания эвенков в России, регулярно участвует в общероссийских фестивалях культурны народов Севера.
ГРЦЭК «Арун» проводит следующие мероприятия:
- Межрегиональный фестиваль эвенкийской культуры имени Виктора Степановича Гончикова, проводится с 2004 года с периодичностью раз в два года, в ноябре;
- Фестиваль драматических мини-постановок на эвенкийском языке «Эвенкийский нимнгакан». Проводится с 2015 года ежегодно, с целью сохранения эвенкийского языка;
- Эвенкийский национальный праздник «Больдёр». Проводится с периодичностью раз в два года, поочерёдно в том или ином сельском муниципальном районе Бурятии, где традиционно проживают эвенки;
- Молодёжный фестиваль «Байкальский аргиш». Проводится ежегодно, с целью привлечения внимания эвенкийской молодёжи к родной культуре. Проходит в формате летнего лагеря на берегу Байкала, включает семинары, конференции и творческие конкурсы по истории и культуре эвенков;
- Фестиваль эвенкийской этномоды «Аяргумэ тэтыгэ». Впервые состоялся в ноябре 2018 года, параллельно с фестивалем им. В. С. Гончикова. Проходит в формате показа костюмов эвенкийских дизайнеров, как воспроизводящих аутентичный национальный костюм, так и современных, в этнической стилизации. Предполагается проводить каждые два года.

Перечисленные мероприятия имеют республиканский и межрегиональный масштаб, поскольку участвуют представители эвенков из других субъектов РФ.
Также, ГРЦЭК «Арун» как методический центр выпустил ряд методических пособий по песенной культуре, хореографии, истории и этнографии эвенков. В 2015 году издан сборник «Антология эвенкийской музыки. Песни и инструментальные пьесы», собравший музыкальные произведения всех эвенкийских композиторов России. По заказам ГРЦЭК «Арун» написаны музыкальные композиции «Белый мой олень», «Красивая земля», «Мастерица», «Эвэды асаткар», «Сокатчари хунатчан», «Унуканми», «Иду си мини матал» и другие.
В 2014 году ГРЦЭК «Арун» совместно с колледжем искусств имени Чайковского был поставлен музыкально-пластический спектакль «Храбрый охотник Тымауль» по мотивам легенд эвенков Баргузинской долины. Это был первый в Байкальском регионе опыт постановки в таком жанре по мотивам эвенкийского фольклора, спектакль получил положительную оценку критиков, и в 2015 году был представлен в Бурятском театре драмы имени Хоца Намсараева.
В 2017 году ГРЦЭК «Арун» провел в Улан-Удэ межрегиональную конференцию «350 лет принятия русского подданства эвенкийскими родами под предводительством князя Гантимура как детерминанта в сохранении и развитии историко-культурного развития эвенков» и православный молебен в его память.
В феврале 2018 года ГРЦЭК «Арун» участвовал в международном туристском проекте «Сказочный Сагаалган в Бурятии» — делегацию персонажей новогоднего фольклора торжественно встретили в эвенкийском комплексе Этнографического музея народов Забайкалья в Улан-Удэ, гостям продемонстрировали развлекательную программу, основанную на культурных традициях эвенков.
В апреле 2018 года ГРЦЭК «Арун» издал электронный альманах «Эвенкийский иимнгакан-2015-2017» — сборник видеозаписей лучших театральных мини-постановок ежегодного конкурса «Эвенкийский нимнгакан».
В мае 2018 года ГРЦЭК «Арун» участвовал во всероссийском фестивале коренных малочисленных народов Севера «Сокровища Севера-2018», проходившем в Москве в выставочном центре «Сокольники». В мае 2019 года центр «Арун» участвовал в фестивале «Сокровища Севера-2019».
В 2019 году ГРЦЭК «Арун» дважды участвовал в межрегиональных смотрах деятельности этнокультурных центров КМНС, проводимых Министерством культуры РФ. В рамках X-го смотра, состоявшегося в июне 2019 года в Республике Саха, молодёжный ансамбль «Гулувун» центра «Арун» выступал на якутском этнокультурном празднике «Ысыах олонхо-2019».
В июне 2019 года ГРЦЭК «Арун» организовал республиканский эвенкийский национальный праздник «Больдёр-2019» в Баунтовском Эвенкийском районе Бурятии.
В ноябре 2019 года ГРЦЭК «Арун» участвовал в мероприятии «Байкальский пикник», где культура народов Бурятии демонстрировалась участникам чемпионата мира по боксу среди женщин, проходившего в Улан-Удэ.
В декабре 2019 года ГРЦЭК «Арун» участвовал в межрегиональном фестивале «В географическом центре России», проходившем 5 декабря в Эвенкийском районе Красноярского края. За это был награждён благодарственными письмами и сертификатами.
В феврале 2020 года дуэт от ГРЦЭК «Арун» участвовал в республиканском конкурсе молодых исполнителей эстрадной песни «Белый месяц. Новые голоса-2020».
В мае 2020 года ГРЦЭК «Арун» подготовил (в настоящее время в электронном виде) сборник «Эвенки Бурятии на фронтах Великой Отечественной», где на основе архивной информации и исторических публикаций собраны данные по эвенкам Бурятии, воевавшим в конфликтах периода Второй Мировой войны (Великая Отечественная война, «Зимняя война», советско-японская война 1945 г., и другие конфликты конца 30-х — начала 40-х годов XX века, где участвовал СССР).
При ГРЦЭК «Арун» с 1992 года создан молодёжный ансамбль «Гулувун». Участники — молодежь г. Улан-Удэ, студенты эвенкийского отделения НГИ БГУ, хореографического отделения ВСГАКИ и хореографического отделения БРУКиИ,. В репертуаре ансамбля танцы и песни эвенков: «Кулики», «Журавли», «Одёра», «Лебединая песня», «Танец с кумаланами», также хореографические сюиты: «Рождение оленёнка», «Песнь матери-земли», «Икэн-Одёра» и др. Ансамбль принимает участие в межрегиональных фестивалях «Венок дружбы» и «Содружество сердец», является лауреатом конкурса «Жемчужина Байкала», «Вслед за солнцем», фестиваля «Кочевье Севера» удостоены благодарности министерства культуры и массовых коммуникаций России. Неоднократно участвовали в гастролях за рубеж: АРВМ КНР, МНР, по России в местах компактного проживания эвенков, в г. Москва. Участвовали в песенно-танцевальном марафоне «Душа России», в межрегиональном фестивале «В географическом центре России» в Красноярском крае, в 10-м межрегиональном смотре деятельности этнокультурных центров КМНС в Якутске, на праздновании 95-летия Республики Бурятия. Постоянный участник мероприятий «Больдёр», фестиваль имени В. С. Гончикова, фестивали «Эвенкийский нимнгакан» и «Аяргумэ тэтыгэ», «Байкальский аргиш».